# Monchy-Lagache

Monchy-Lagache este o comună în departamentul Somme, Franța. În 1 ianuarie 2022 avea o populație de 574 de locuitori.